# Slunjčica
Slunjčica este o arie protejată (sit de importanță comunitară — SCI) din Croația întinsă pe o suprafață de 127,38 ha, integral pe uscat.

## Localizare
Centrul sitului Slunjčica este situat la coordonatele 45°05′50″N 15°35′37″E / 45.097258°N 15.59351°E.

## Înființare
Situl Slunjčica a fost declarat sit de importanță comunitară în iulie 2013 pentru a proteja 1 specie de plante.

## Biodiversitate
Situată în ecoregiunea continentală, aria protejată conține 3 habitate naturale: Peșteri inaccesibile publicului, Cursuri de apă de la nivel de câmpie la nivel montan, cu vegetație Ranunculion fluitantis și Callitricho-Batrachion, Cascade cu formare de travertin ale râurilor carstice din Alpii Dinarici.
La baza desemnării sitului se află o specie protejată de  plante: Apium repens.
Pe lângă speciile protejate, pe teritoriul sitului au mai fost identificate 2 specii de plante.